# Шелепинцы
«Шелепинцы» или «Комсомольцы» — группировка партийной молодёжи в КПСС (с конца 1950-х годов), представители которой работали на руководящих должностях в ЦК ВЛКСМ и Московском горкоме ВЛКСМ в 1940-х — 1950-х годах.

## История
Верхушка этой группировки (А. Н. Шелепин, В. Е. Семичастный и др.) сыграла важную роль в смещении Н. С. Хрущёва в 1964 году.
К группировке причисляют также Н. Г. Егорычева, Н. Н. Месяцева, С. К. Романовского, Д. П. Горюнова, ставших после разгрома группировки послами.
Закат карьер Шелепина и Семичастного, начавшийся в 1967 году, отразился и на карьерах многих молодых партийных функционеров, бывших «комсомольцев», которые в разные годы работали под их руководством в органах ВЛКСМ. Этих людей понижали в должностях, отстраняли от работы или держали в «вечном резерве», не выдвигая на первые роли.
Как вспоминал спустя годы Николай Месяцев: «Шелепина сдвигают на второстепенные роли, а нас, человек 30-40, отправляют, в основном, на дипломатическую работу в страны, которые находятся на экваторе: одного — в Нигерию, третьего — в Чад, меня — в Австралию, а что такое Австралия в 70-х годах? Отношения так формально зиждутся дипломатические: ни австралийцам до нас никакого дела нет, ни нам до австралийцев никакого дела нет. Вот и всё, то есть всю эту группу, большую группу, в общем, опытных, способных людей отправили на дипломатическую работу и после кончины Брежнева настоящего резерва в партии, настоящего резерва людей, преданных Родине, народу и социализму, по существу, не осталось».
Генерал КГБ Филипп Бобков вспоминал, что ему не раз приходилось говорить бывшим комсомольским вожакам: «Ребята, собираясь, пореже провозглашайте желание выпить „за Шурика!“ Вокруг Александра Николаевича Шелепина тогда складывалась тяжелейшая атмосфера, поощряемая людьми, боявшимися за свою карьеру».
Сотрудник аппарата ЦК КПСС в 1966—1987 гг. Наиль Биккенин в программе «Особая папка. Судьба Шелепина» на телеканале «ТВ Центр» подчёркивал, что после отстранения Шелепина «в аппарате ЦК партии не осталось ни одного человека, который был бы связан с ЦК комсомола — когда там работал Шелепин. Независимо от того: секретарша это или первый зам».
Клеймо «комсомолец» («шелепинец») перестало играть негативную роль для партийной карьеры в СССР лишь после начала «перестройки» в середине 1980-х гг.

## Список шелепинцев
Ниже представлен неполный список членов группировки «комсомольцев» в КПСС. Список включает как лидеров группировки, так и её рядовых членов.
- Бурков, Борис Сергеевич
- Горюнов, Дмитрий Петрович
- Григорян, Грант Тигранович (заместитель управляющего делами ЦК КПСС)
- Егорычев, Николай Григорьевич[4]
- Кованов, Павел Васильевич[5]
- Месяцев, Николай Николаевич[5]
- Мясников, Георг Васильевич[4]
- Павлов, Сергей Павлович
- Поляничко, Виктор Петрович[4]
- Решетов, Петр[6] (в некоторых источниках ошибочно указано имя Павел)[7][8].
- Романовский, Сергей Калистратович[8]
- Семичастный, Владимир Ефимович
- Шелепин, Александр Николаевич
- Яковлев, Александр Николаевич[9][10]